# لری لینویل
لری لینویل (انگلیسی: Larry Linville؛ ۲۹ سپتامبر ۱۹۳۹ – ۱۰ آوریل ۲۰۰۰) یک هنرپیشه اهل ایالات متحده آمریکا بود. وی بین سال‌های ۱۹۶۰ تا ۱۹۹۶ میلادی فعالیت می‌کرد.

## گزیده فیلمشناسی
از فیلم‌ها یا برنامه‌های تلویزیونی که وی در آن نقش داشته‌است می‌توان به آثار زیر اشاره کرد.
- کاچ (فیلم) (۱۹۷۱)
- دختران زمینی بی‌قید و بندند (۱۹۸۹)
- دکتر مارکوس ولبی (۱۹۶۹)
- بونانزا (۱۹۶۹)
- اتاق ۲۲۲ (۱۹۶۹)
- مأموریت: غیرممکن (۱۹۶۹–۱۹۷۰)
- وکلای جوان (۱۹۷۰)
- نایت گالری (۱۹۷۱)
- کنن (۱۹۷۲)
- کارآگاه راکفورد (۱۹۷۷)
- لو گرانت (مجموعه تلویزیونی) (۱۹۸۰)
- گرگ آسمان (۱۹۸۵)
- خیال باطل (۱۹۹۱)